# Paul Tincu
Paul Cătălin Tincu (n. 26 februarie 1986) este un jucător de fotbal român care este liber de contract. A debutat în Liga I la data de 11 iunie 2005 în meciul Politehnica Iași - Gloria Bistrița, scor 1-0. A făcut parte din Echipa națională de tineret a României între anii 2006-2007, timp în care a strâns patru selecții și a marcat un gol împotriva Irlandei de Nord U-21 (scor 2-0). El poate evolua în mai multe poziții, de la mijlocul terenului în sus, însă pozția sa de bază este de atacant.

## Carieră
Paul-Cătălin Tincu a avut un debut senzațional reușind să se remarce cu ușurință la doar 20 de ani. Victor Pițurcă pusese ochii pe el pentru lotul naționalei, iar la 21 de ani înscria primul gol pentru naționala de tineret în meciul cu Irlanda de Nord. A fost unul din cei mai buni executanți de lovituri libere ai Politehnicii Iași. La ora actuală joacă la echipa Rapid CFR Suceava, deoarece în ultima vreme nu s-a mai ridicat la standardele de acum 2 ani. Antrenorul Bogdan Tudoreanu l-a caracterizat ca pe un „fotbalist cu calități, știe bine jocul, [care] protejează balonul așa cum trebuie și șutează la poartă cu ambele picioare.” Astfel că, antrenorul Ionuț Popa a decis să îl împrumute pentru un an de zile Rapidului decât să fie rezervă la Iași.

## Legături externe
- Profilul lui Paul Tincu pe Soccerway
- Profilul lui Paul Tincu la transfermarkt.ro